# Угальде, Унакс
Унакс Угальде (исп. Unax Ugalde; род. 27 ноября 1978, Витория-Гастейс, Испания) — испанский актёр. Номинант на премию «Гойя» (2005).

## Карьера
В 2012 году сыграл Джонатана Харкера в фильме Дарио Ардженто «Дракула 3D».
В 2020 снялся в одной из главных ролей в телесериале для Netflix, антиутопической драме «Забор».

## Фильмография
| Год  |   | Русское название       | Оригинальное название       | Роль                            |
| ---- | - | ---------------------- | --------------------------- | ------------------------------- |
| 2006 | ф | Призраки Гойи          | Goya's Ghosts               | Анхель Бельбатуа                |
| 2006 | ф | Капитан Алатристе      | Alatriste                   | Иниго Бальбоа                   |
| 2007 | ф | Дикая грация           | Savage Grace                | «Чёрный» Джейк Мартинез         |
| 2007 | ф | Любовь во время холеры | Love in the Time of Cholera | молодой Флорентино Ариза        |
| 2008 | ф | Че                     | Che                         | Роберто «Эль Вакерито» Родригес |
| 2010 | ф | Приятного аппетита     | Bon Appétit                 | Даниэль                         |
| 2011 | ф | Там обитают драконы    | There Be Dragons            | Педро Каскиано                  |
| 2012 | ф | Дракула 3D             | Dracula 3D                  | Джонатан Харкер                 |
| 2019 | с | Отряд Коста-дель-Соль  | Brigada Costa del Sol       | Эди                             |
| 2020 | с | Забор                  | La valla                    | Уго Мухика                      |